# DSA (společnost)
DSA a.s. (do 1. února 2007 DELTA SYSTEM – AIR a.s.) je český letecký dopravce se specializací na leteckou záchrannou službu (LZS). Mimo činnosti související se zajištěním LZS provozuje leteckou školu pro piloty, aerotaxi a servis letecké techniky.
Je také oficiálním zástupcem letecké společnosti Cessna pro Českou republiku a Slovensko.
Společnost sídlí na letišti Praha-Kbely.

## Letecká záchranná služba

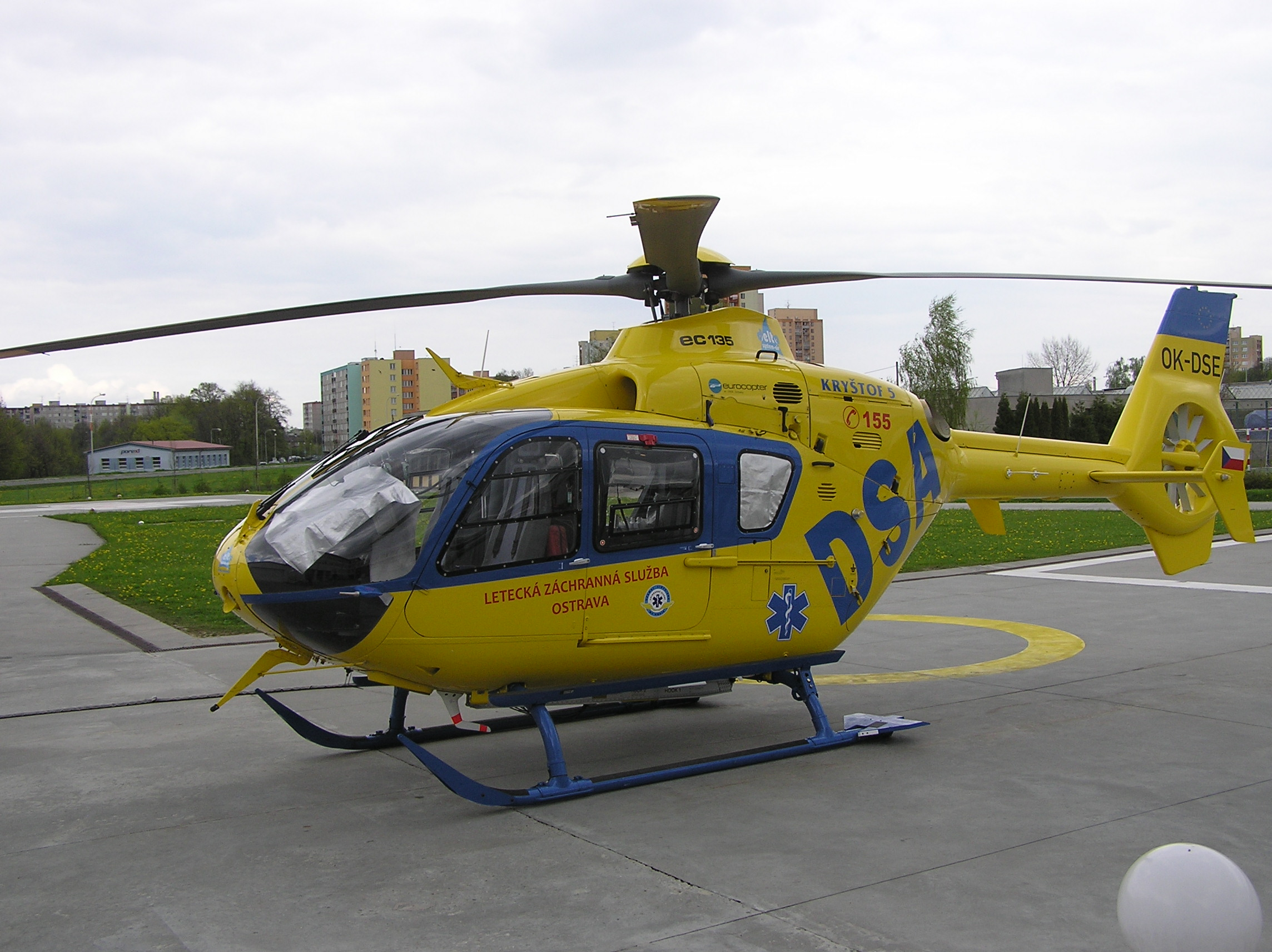
Kryštof 05 na základně v Ostravě-Zábřehu

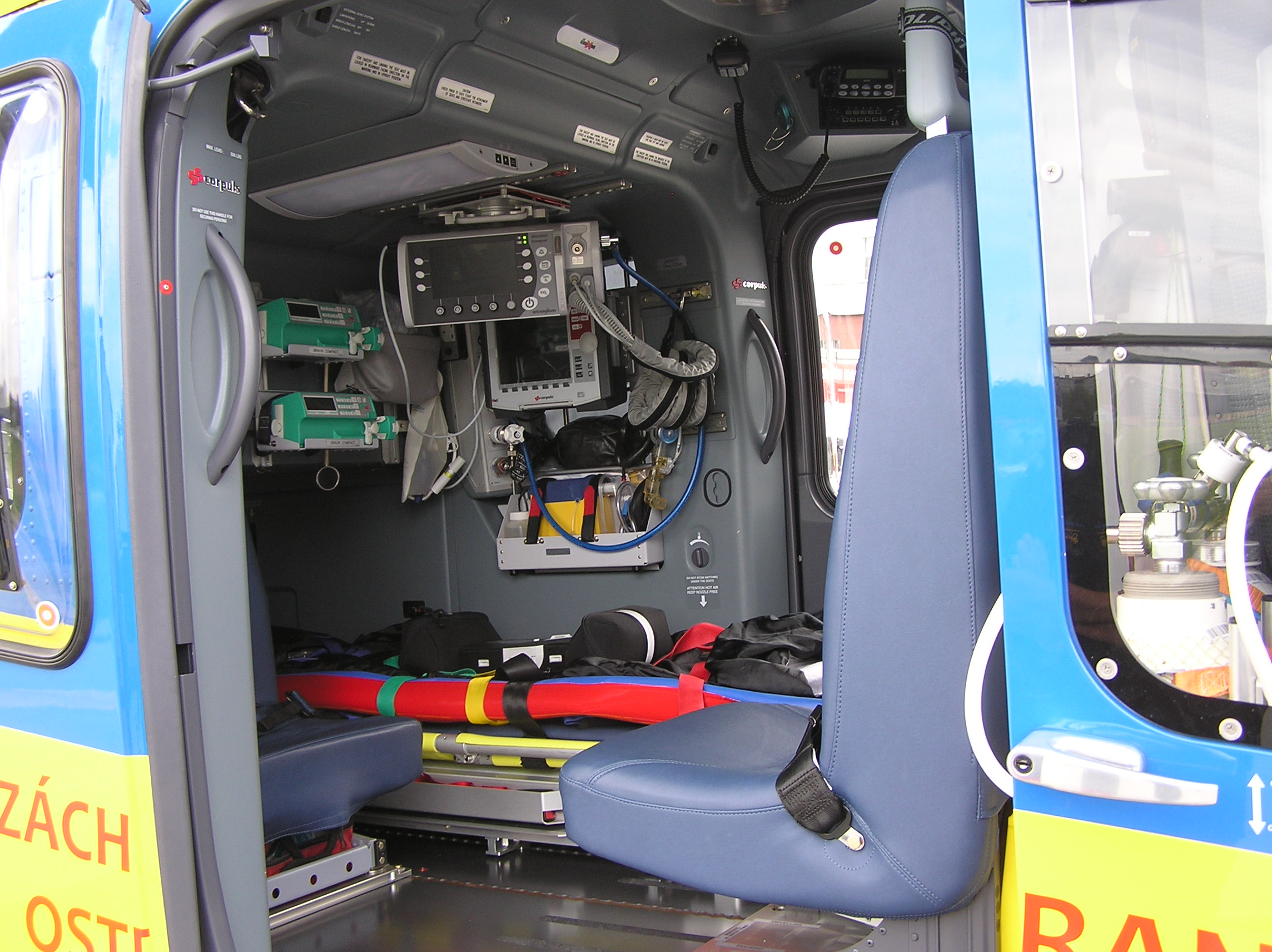
Vnitřní zástavba ostravského vrtulníku

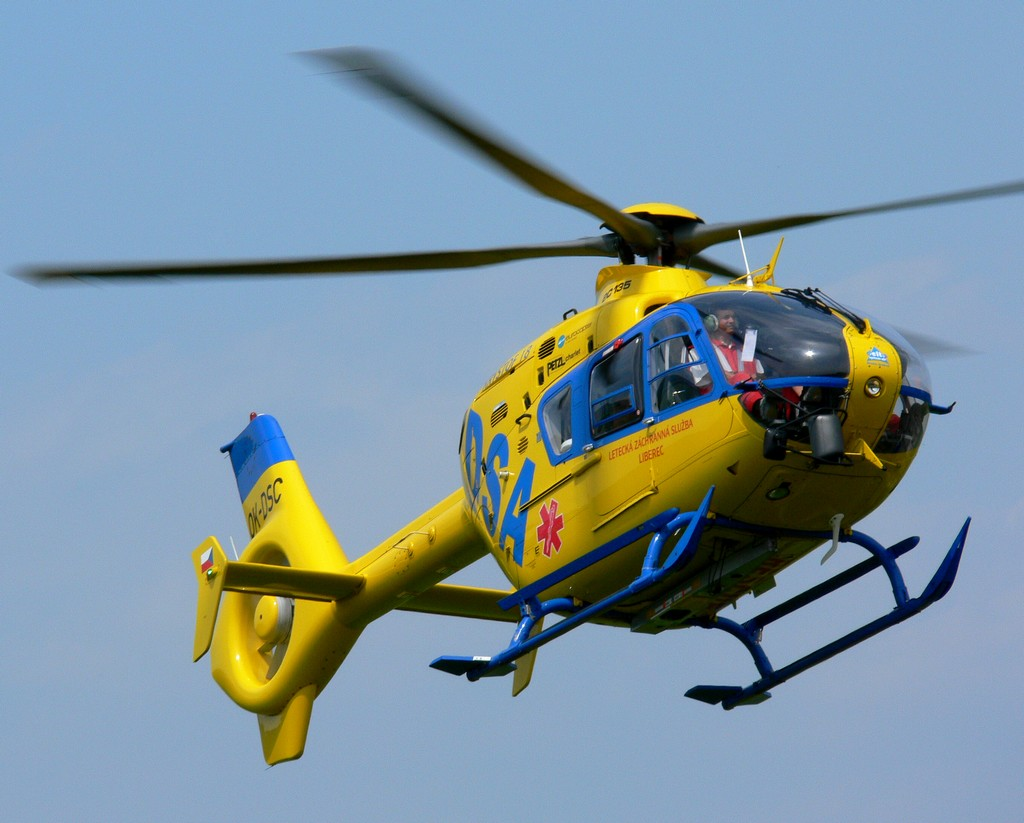
Kryštof 18

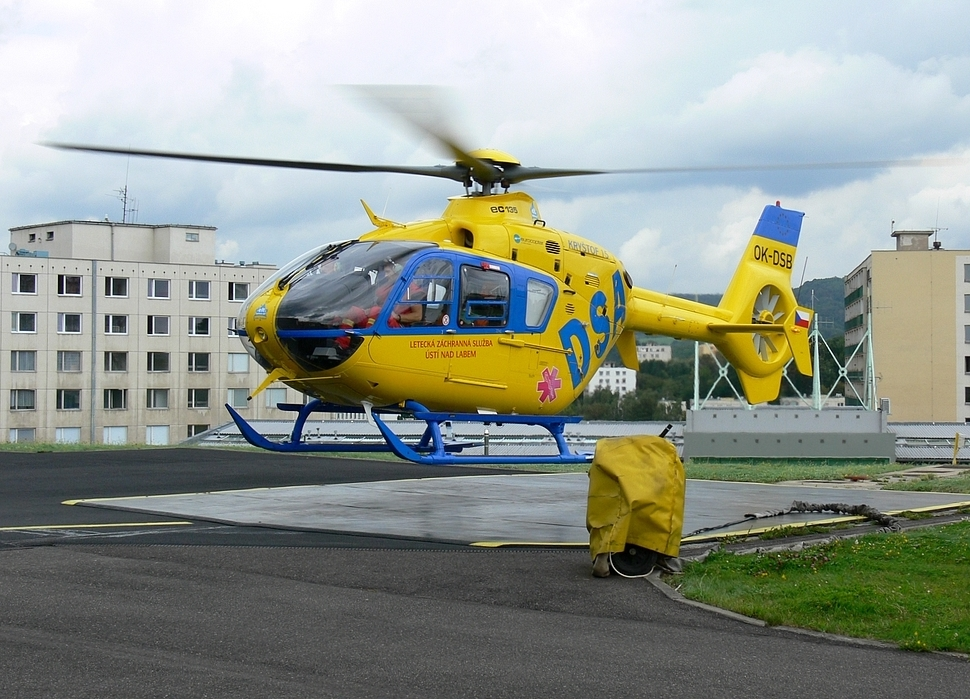
Kryštof 15

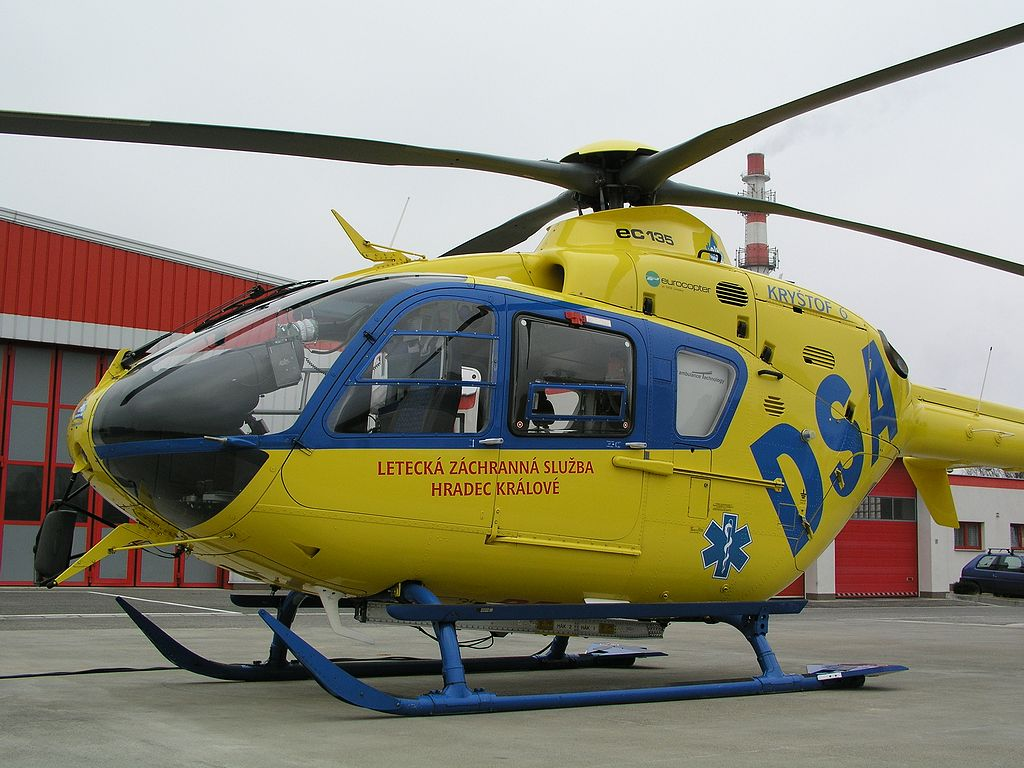
Kryštof 06

DSA hraje v systému letecké záchranné služby České republiky důležitou roli. Jako nestátní provozovatel LZS zajišťuje chod základen HEMS v Českých Budějovicích, Hradci Králové, Liberci, Ústí nad Labem, Brně, Jihlavě a pokrývá tak asi 3/5 rozlohy státu. DSA provozuje leteckou záchrannou službu už od roku 1993. DSA provozuje pouze samotné vrtulníky a zajišťuje veškeré technické a provozní pracovníky včetně pilotů. Zdravotnická část osádky je zajištěna územními záchrannými službami jednotlivých krajů.

## Stanice

### Ostrava
Letecká záchranná služba zahájila činnost v Ostravě 1. srpna 1989 jako pátá základna HEMS v Československu. DSA převzala chod základny k 1. lednu 1993 od společnosti Slov-air. Do roku 2003 byly na stanici provozovány vrtulníky Eurocopter Ecureuil AS 355 F2. 16. ledna 2003 představila společnost DSA nový vrtulník Eurocopter EC 135 T1 (OK-DSA), který byl odkoupen jako civilní vrtulník z Chile. I proto má civilní metalizovanou barvu. Během následujících dnů přeletěl na ukázku na základny do Liberce a Ústí nad Labem, aby se pak vrátil natrvalo do Ostravy. Vrtulníky Eurocopter Ecureuil sloužily v Ostravě již pouze jako záloha. 17. prosince 2004 přiletěly do Česka nové vrtulníky Eurocopter EC 135 v modernější verzi T2 a 13. ledna 2005 byl vyměněn vrtulník EC 135 T1 za novější EC 135 T2 (OK-DSD). K poslední obměně došlo 11. srpna 2009, kdy zakoupila společnost DSA čtvrtý vrtulník EC 135 T2 a nasadila jej do ostrého provozu na základnu v Ostravě. Poslední zakoupený vrtulník (OK-DSE) byl oproti předchozím v ještě modernější verzi T2+. V Ostravě sloužil do konce roku 2016 a od ledna 2017 je na základně v Hradci Králové.

### Liberec
Provoz letecké záchranné služby byl v Liberci zahájen v roce 1992. Prvním provozovatelem byla společnost BEL-AIR, kterou vystřídala 1. ledna 1993 společnost DSA. Zpočátku byly pro službu nasazovány vrtulníky Mi-2, později Eurocopter Ecureuil AS 355 F2. V únoru 2003 se na základně představil první vrtulník EC 135 T1, avšak trvale byl nasazen na základně v Ostravě. Od 18. ledna 2005 slouží na základně nový vrtulník EC 135 T2+ (OK-DSC).

### Ústí nad Labem
Letecká záchranná služba zahájila činnost v září 1991. Prvním provozovatelem byla společnost Slov-air, později BEL-AIR a od 1. ledna 1993 společnost DSA. Ta používala pro LZS do roku 1996 stroje Mi-2, jež byly vystřídány vrtulníky Eurocopter Ecureuil AS 355 F2. V únoru 2003 se na základně krátce představil nový ostravský vrtulník EC 135 T1. Od 18. ledna 2005 slouží na základně nový vrtulník EC 135 T2+ (OK-DSB).

### Hradec Králové
Základna LZS v Hradci Králové zahájila činnost 3. července 1990 jako šestá základna v Československu. S rozpadem Československa v roce 1993 přebrala základnu Letecká služba Policie ČR, která zde provozovala LZS až do konce roku 2008. Pro potřeby LZS byly nasazeny policejní vrtulníky MBB Bo 105 a od roku 2004 Eurocopter EC 135 T2. Policie ČR provozovala leteckou záchrannou službu do 31. prosince 2008 na základnách v Praze, Brně a Hradci Králové. K 1. lednu 2009 přešly základny v Brně a Hradci Králové pod správu nestátních provozovatelů LZS. Základnu v Brně převzala společnost Alfa-Helicopter, stanici v Hradci Králové provozuje společnost DSA. Pro službu je nasazen vrtulník EC 135 T2+ (OK-DSD).

### Jihlava
Základna LZS v Jihlavě zahájila spolupráci s firmou DSA na základě výběrového řízení MZ ČR a provoz byl zahájen 1. ledna 2021. Tato základna má smlouvu do roku 2028. Donedávna[kdy?] létala s bílým vrtulníkem pod firmou HeliAir. Nyní[kdy?] se přidala k dalším "žlutým andělům".[kdy?]

### Brno
Od 1. ledna 2021 na základě výběrového řízení zadaného MZ ČR tato základna létá s novým vrtulníkem EC 135 T2+ pod společností DSA. Bývalým provozovatelem byla Letecká služba PČR.

## Vrtulníky
DSA zajišťuje chod 6 základen letecké záchranné služby. K dispozici má 8 plně vybavených záchranných vrtulníků EC 135 T1/T2/T2+.
| Volací znak   | Základna         | Typ vrtulníku | Imatrikulace | DSA provozuje základnu od | Noční provoz |
| Kryštof 06    | Hradec Králové   | EC 135 T2+    | OK-DSE       | 1. ledna 2009             | ano          |
| Kryštof 15    | Ústí nad Labem   | EC 135 T2+    | OK-DSB       | 1. ledna 1993             | ne           |
| Kryštof 18    | Liberec          | EC 135 T2+    | OK-DSC       | 1. ledna 1993             | ne           |
| Kryštof 12    | Jihlava          | EC 135 T1     | OK-DSA       | 1. ledna 2021             | ne           |
| Kryštof 04    | Brno-Tuřany      | EC 135 T2+    | OK-LJR       | 1. ledna 2021             | ano          |
| Kryštof 13    | České Budějovice | EC 135 T2+    | OK-JIX       | 1. ledna 2021             | ano          |
| záložní stroj |                  | EC 135 T2     | OK-DSZ       |                           |              |
| záložní stroj |                  | EC 135 T2+    | OK-DSD       |                           |              |